# Гусевка (Харьковская область)
Гусевка (укр. Гусівка), село,
Чорненский сельский совет,
Великобурлукский район,
Харьковская область.
Код КОАТУУ — 6321485509.

## Географическое положение
Село Гусевка находится на расстоянии в 2 км от сёл Грачевка, Комиссарово и Купино.

## История
- До 1977 года село находилось в Грачёвском сельсовете Великобурлукского района.
- Село ликвидировано в связи с переселением жителей в 1997 г [1].